# Ciclismo ai Giochi della XXXI Olimpiade - BMX femminile
Le prove di BMX femminile dei Giochi della XXXI Olimpiade sono corse dal 17 al 19 agosto al circuito di BMX del Parque Radical di Rio de Janeiro, in Brasile.

## Risultati

### Qualificazioni
| Pos. | Atleta               | Tempo  |
| ---- | -------------------- | ------ |
| 1    | Mariana Pajón        | 34"508 |
| 2    | Caroline Buchanan    | 34"752 |
| 3    | Laura Smulders       | 35"114 |
| 4    | Stefany Hernández    | 35"202 |
| 5    | Simone Christensen   | 35"251 |
| 6    | Elke Vanhoof         | 35"325 |
| 7    | Brooke Crain         | 35"345 |
| 8    | Alise Post           | 35"509 |
| 9    | Merle van Benthem    | 35"644 |
| 10   | Lauren Reynolds      | 35"666 |
| 11   | Yaroslava Bondarenko | 35"682 |
| 12   | Manon Valentino      | 36"377 |
| 13   | Amanda Carr          | 36"464 |
| 14   | Nadja Pries          | 37"152 |
| 15   | Priscilla Carnaval   | 37"534 |
| 16   | Gabriela Díaz        | 40"073 |

### Semifinali
Batteria 1
| Pos. | Atleta             | Paese       | 1ª manche  | 2ª manche    | 3ª manche    | Totale | Note |
| ---- | ------------------ | ----------- | ---------- | ------------ | ------------ | ------ | ---- |
| 1    | Mariana Pajón      | Colombia    | 34"642 (1) | 35"098 (1)   | 34"479 (1)   | 3      | Q    |
| 2    | Alise Post         | Stati Uniti | 35"480 (3) | 35"117 (2)   | 35"417 (3)   | 8      | Q    |
| 3    | Stefany Hernández  | Venezuela   | 35"282 (2) | 52"695 (7)   | 34"912 (2)   | 11     | Q    |
| 4    | Manon Valentino    | Francia     | 36"226 (5) | 35"448 (3)   | 35"744 (4)   | 12     | Q    |
| 5    | Gabriela Díaz      | Argentina   | 39"669 (8) | 38"965 (4)   | 38"625 (5)   | 17     |      |
| 6    | Amanda Carr        | Thailandia  | 36"869 (6) | 39"782 (5)   | 43"217 (7)   | 18     |      |
| 7    | Simone Christensen | Danimarca   | 35"631 (4) | 48"134 (6)   | 1'21"312 (8) | 18     |      |
| 8    | Merle van Benthem  | Paesi Bassi | 37"378 (7) | 1'47"817 (8) | 39"990 (6)   | 21     |      |

Batteria 2
| Pos. | Atleta               | Paese       | 1ª manche  | 2ª manche  | 3ª manche    | Totale | Note |
| ---- | -------------------- | ----------- | ---------- | ---------- | ------------ | ------ | ---- |
| 1    | Laura Smulders       | Paesi Bassi | 34"938 (2) | 34"670 (1) | 34"670 (1)   | 4      | Q    |
| 2    | Brooke Crain         | Stati Uniti | 35"095 (3) | 35"405 (2) | 34"891 (2)   | 7      | Q    |
| 3    | Elke Vanhoof         | Belgio      | 35"350 (4) | 36"834 (6) | 35"570 (3)   | 13     | Q    |
| 4    | Yaroslava Bondarenko | Russia      | 35"800 (5) | 35"310 (3) | 36"126 (5)   | 13     | Q    |
| 5    | Caroline Buchanan    | Australia   | 34"523 (1) | 35"405 (4) | 1'21"586 (8) | 13     |      |
| 6    | Lauren Reynolds      | Australia   | 35"800 (6) | 53"373 (7) | 36"017 (4)   | 17     |      |
| 7    | Nadja Pries          | Germania    | 36"864 (7) | 36"683 (5) | 38"540 (7)   | 19     |      |
| 8    | Priscilla Carnaval   | Brasile     | 36"949 (8) | 54"183 (8) | 38"210 (6)   | 22     |      |

### Finale
| Pos. | Atleta               | Paese       | Tempo    |
| ---- | -------------------- | ----------- | -------- |
|      | Mariana Pajón        | Colombia    | 34"093   |
|      | Alise Post           | Stati Uniti | 34"435   |
|      | Stefany Hernández    | Venezuela   | 34"755   |
| 4    | Brooke Crain         | Stati Uniti | 35"520   |
| 5    | Yaroslava Bondarenko | Russia      | 36"017   |
| 6    | Elke Vanhoof         | Belgio      | 39"538   |
| 7    | Laura Smulders       | Paesi Bassi | 1'52"235 |
| 8    | Manon Valentino      | Francia     | 2'41"109 |